# Felimare californiensis
Felimare californiensis is een slakkensoort uit de familie van de Chromodorididae. De wetenschappelijke naam van de soort werd voor het eerst geldig gepubliceerd in 1879 door Bergh als Chromodoris californiensis.